# آيت يحيى أوحماد (سيدي يحيى أو ساعد)
آيت يحيى أوحماد هي إحدى مشيخات المملكة المغربية، تتبع جغرافيا لإقليم خنيفرة وإداريًا لسيدي يحيى أو ساعد. يقدر عدد سكانها بـ 1041 نسمة حسب الإحصاء الرسمي للسكان والسكنى لسنة 2004.